# Alloscirtetica vagabunda
Alloscirtetica vagabunda är en biart som beskrevs av Vivallo 2003. Alloscirtetica vagabunda ingår i släktet Alloscirtetica och familjen långtungebin. Inga underarter finns listade i Catalogue of Life.